# Spider-Man: Homecoming (banda sonora)
Spider-Man: Homecoming (Original Motion Picture Soundtrack) es la banda sonora de la película de Columbia Pictures y Marvel Studios Spider-Man: Homecoming compuesta por Michael Giacchino. El álbum de banda sonora fue lanzado por Sony Masterworks el 7 de julio de 2017.

## Antecedentes
Mientras promocionaba Doctor Strange a principios de noviembre de 2016, el presidente de Marvel Studios Kevin Feige reveló por accidente que Michael Giacchino, que compuso la música para esa película, también compondría la banda sonora de Homecoming. Giacchino pronto lo confirmó él mismo. La grabación del álbum comenzó el 11 de abril de 2017. La música incluye el tema de la serie animada de la década de 1960. La banda sonora fue lanzada por Sony Masterworks el 7 de julio de 2017.

## Lista de canciones
Toda la música compuesta por Michael Giacchino, excepto cuando se aclara lo contrario.
| N.º     | Título | Duración |  |
| 1.      | «Theme From Spider Man (Original Television Series)» (compuesta por Paul Francis Webster y Robert "Bob" Harris) | 0:39     |  |
| 2.      | «The World is Changing» ()                                                                                      | 4:10     |  |
| 3.      | «Academic Decommitment»                                                                                         | 1:57     |  |
| 4.      | «High Tech Heist»                                                                                               | 1:26     |  |
| 5.      | «On a Need-To-Know Basis»                                                                                       | 1:45     |  |
| 6.      | «Drag Racing / An Old Van Rundown»                                                                              | 4:06     |  |
| 7.      | «Webbed Surveillance»                                                                                           | 4:40     |  |
| 8.      | «No Vault of His Own»                                                                                           | 2:27     |  |
| 9.      | «Monumental Meltdown»                                                                                           | 5:23     |  |
| 10.     | «The Baby Monitor Protocol»                                                                                     | 1:37     |  |
| 11.     | «A Boatload of Trouble Part 1»                                                                                  | 3:09     |  |
| 12.     | «A Boatload of Trouble Part 2»                                                                                  | 2:16     |  |
| 13.     | «Ferry Dust Up»                                                                                                 | 2:50     |  |
| 14.     | «Stark Raving Mad»                                                                                              | 1:54     |  |
| 15.     | «Pop Vulture»                                                                                                   | 3:05     |  |
| 16.     | «Bussed a Move»                                                                                                 | 1:43     |  |
| 17.     | «Lift Off» | 5:25     |  |
| 18.     | «Fly-By-Night Operation»                                                                                        | 2:23     |  |
| 19.     | «Vulture Clash»                                                                                                 | 4:07     |  |
| 20.     | «A Stark Contrast» ()                                                                                           | 4:41     |  |
| 21.     | «No Frills Proto COOL!»                                                                                         | 0:34     |  |
| 22.     | «Spider-Man: Homecoming Suite»                                                                                  | 6:13     |  |
| 23.     | «The Queens Community Bank Jingle» (canción oculta)                                                             |          |  |
| 24.     | «The Real Reason Peter Quit the Band» (canción oculta)                                                          |          |  |
| 1:06:40 | |          |  |

1. 1 2  Esta canción hace referencia al tema de Alan Silvestri de The Avengers.[6]

## Posición en listas
| Lista (2017)                    | Máxima posición |
| ------------------------------- | --------------- |
| Escocia (Scottish Albums Chart) | 96              |

## Música adicional
"Blitzkrieg Bop" de los Ramones, "The Underdog" de Spoon, y "Can't You Hear Me Knocking" de los Rolling Stones también aparecen en la película.